# Saint-Jean-sur-Veyle
Pour les articles homonymes, voir Saint-Jean et Veyle.
Saint-Jean-sur-Veyle est une commune française, située dans le département de l'Ain en région Auvergne-Rhône-Alpes. Peuplée de 1154 habitants en 2022 , elle fait partie de la Bresse savoyarde non loin de la Dombes, du Mâconnais et du Beaujolais et connaît une croissance démographique depuis quelques années.
Depuis 2015, la commune appartient au canton de Vonnas.

## Géographie

### Localisation
Saint-Jean-sur-Veyle est située dans la région naturelle de la Bresse près de la région de la Dombes. Elle est localisée au nord du canton de Vonnas, dans l'arrondissement de Bourg-en-Bresse du département de l'Ain.
Elle se situe à 11 km à au sud-est de Mâcon, à 30 km à l'ouest de Bourg-en-Bresse, à 71 km au nord de Lyon et à 407 km au sud de Paris.
La population est n'est pas concentrée en son bourg, différents hameaux sont dispersés sur le territoire de la commune tels que Cuétant, le Druillet, Savy, Lingent, les Moures, les Bruyères, les Bagnes, Croyat, les Bagnes et la Rollière.

### Communes limitrophes
Les communes limitrophes sont Biziat, Crottet, Laiz, Perrex, Pont-de-Veyle, Saint-André-de-Bâgé, Saint-Cyr-sur-Menthon et Bâgé-Dommartin.

### Points extrêmes
- Nord : Le Pont de Force, 46° 17′ 16″ N, 4° 56′ 06″ E
- Est : Lingent, 46° 16′ 26″ N, 4° 56′ 54″ E
- Sud : Moulin Blanc, 46° 14′ 55″ N, 4° 56′ 21″ E
- Ouest : Cuétant, 46° 15′ 59″ N, 4° 53′ 32″ E

### Hydrographie

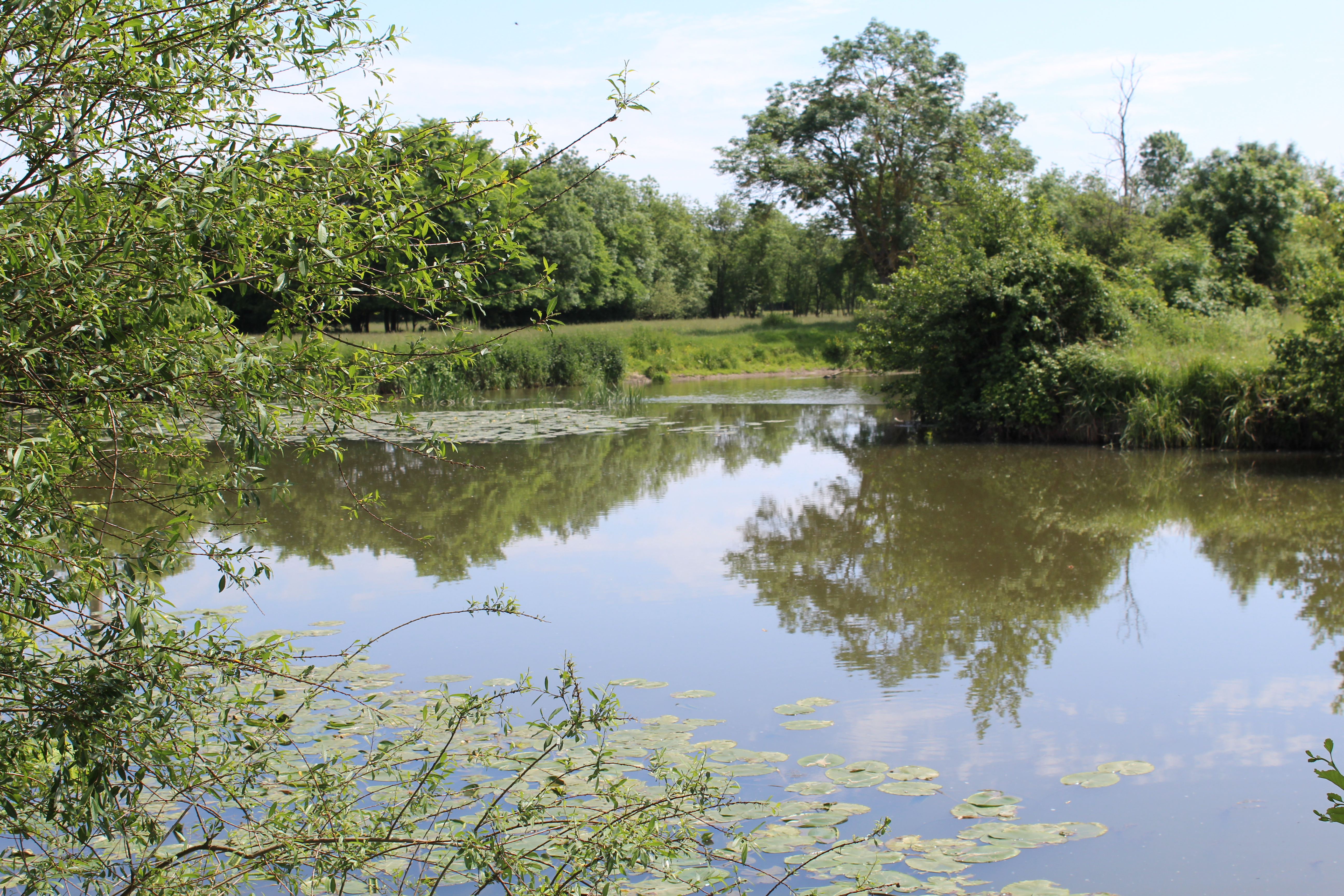
Veyle et Petite Veyle.

- La Veyle est le principal cours d'eau du village qui passe au sud et dans le bourg. Elle forme une partie de la frontière de Saint-Jean avec Perrex.
- La Petite Veyle est un bras de la Veyle qui s'est séparé de cette dernière et qui forme la frontière sud avec Biziat et Laiz. Les deux cours d'eau se rejoignent au bourg pour se séparer une nouvelle fois une centaine de mètres plus loin en aval.
- Le Menthon est à la limite entre Saint-Jean et Perrex, il finit son cours dans la Veyle.
- Le Bief de la Fontaine de Fer prend sa source à l'extrême nord de la commune et finit son chemin à l'extrême sud dans la Veyle, en périphérie proche du bourg.
- La rivière morte est un cours d'eau qui lie la Veyle et la Petite Veyle vers le Moulin Blanc.
- Le Bief des Gondées est un petit ruisseau à la frontière avec Perrex et se jette dans la Petite Veyle.

### Climat
Pour des articles plus généraux, voir Climat d'Auvergne-Rhône-Alpes et Climat de l'Ain.
En 2010, le climat de la commune est de type climat océanique altéré, selon une étude du CNRS s'appuyant sur une série de données couvrant la période 1971-2000. En 2020, Météo-France publie une typologie des climats de la France métropolitaine dans laquelle la commune est dans une zone de transition entre le climat semi-continental et le climat de montagne et est dans la région climatique Bourgogne, vallée de la Saône, caractérisée par un bon ensoleillement (1 900 h/an), un été chaud (18,5 °C), un air sec au printemps et en été et des vents faibles.
Pour la période 1971-2000, la température annuelle moyenne est de 12,2 °C, avec une amplitude thermique annuelle de 18,4 °C. Le cumul annuel moyen de précipitations est de 886 mm, avec 10,2 jours de précipitations en janvier et 7,3 jours en juillet. Pour la période 1991-2020, la température moyenne annuelle observée sur la station météorologique de Météo-France la plus proche, « Mâcon », sur la commune de Charnay-lès-Mâcon à 11 km à vol d'oiseau, est de 12,3 °C et le cumul annuel moyen de précipitations est de 833,7 mm,. Pour l'avenir, les paramètres climatiques de la commune estimés pour 2050 selon différents scénarios d'émission de gaz à effet de serre sont consultables sur un site dédié publié par Météo-France en novembre 2022.

### Voies de communication et transports

Voies de communication de la commune.

#### Routes

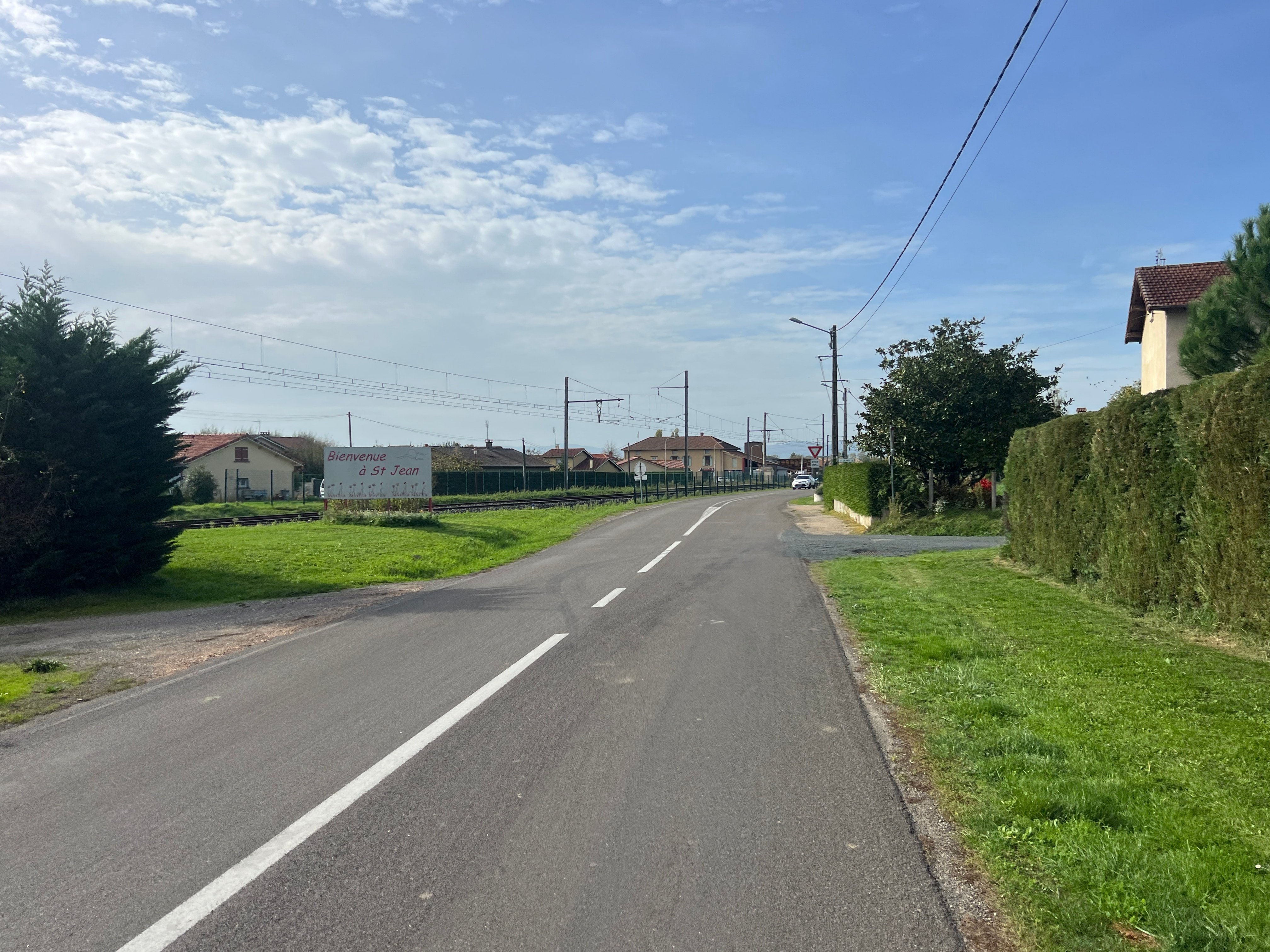
Route D 51^{B} en direction du bourg.

Différents axes routiers jonchent le territoire communal dont la route départementale D  51B qui la traverse d'est en ouest en passant par le bourg et Cuétant. Cet axe permet de rejoindre Pont-de-Veyle par l'ouest ainsi que le village voisin de Saint-Cyr-sur-Menthon, Perrex et Vonnas. Autre voie du bourg, la route départementale D 51D commence au centre du village et constitue la voie principale du bourg. Elle permet de rejoindre Pin, un lieu-dit de Laiz, et Rétissinge, un lieu-dit de Biziat. Elle termine son chemin à Laiz à l'intersection avec la route départementale D 2.
Au nord, la route départementale D 1079 traverse le nord de commune. Cette voie débute à Mâcon par le pont Saint-Laurent et prend fin dans la ville de Bourg-en-Bresse. Elle permet de rejoindre par l'ouest Replonges, Mâcon et le département de Saône-et-Loire tandis que par l'est, elle permet de rejoindre Bourg et les autres villes importantes du département. Elle marque la frontière avec Bâgé-la-Ville et Saint-Cyr-sur-Menthon. Avant 2006, année de son déclassement, cet axe de communication faisait partie de la route nationale 79 qui reliait Saint-Éloi, commune située près de Nevers, à Montréal-la-Cluse située près de Nantua.
La dernière route appartenant au département de l'Ain est la route départementale D 28C qui commence à Cuétant et part vers le nord pour rejoindre le bourg de Crottet par l'intermédiaire de son lieu-dit les Buyrels.
Du côté des axes routiers plus importants, il existe qu'une seule autoroute passant par la commune tandis que deux autres sont dans un rayon de 10 km. En premier lieu, l'autoroute A40 (Mâcon - Genève), portion de la Route Centre-Europe Atlantique Bordeaux/Nantes - Annemasse, traverse une petite partie du nord de la commune (150 mètres). Pour accéder à cette voie, il faut aller à la gare de péage de Mâcon-Est à Replonges, 7 kilomètres au nord-ouest.
Les deux autres autoroutes qui passent près de Saint-Jean sont d'une part l'autoroute A6 est une autoroute passant à une dizaine de kilomètres de la commune qui relie Paris à Lyon et qui est accessible depuis l'A406 pour aller à Lyon et par l'A40 pour se rendre à Paris. D'autre part, l'autoroute A406 est une autoroute reliant l'A40 et l'A6 et qui permet aux usagers de gagner un quart d'heure pour aller à Mâcon Sud en évitant le centre. Afin d'accéder au contournement de Mâcon, il suffit de se rendre à la gare de péage de Crottet à 6 kilomètres au nord-ouest. Cette autoroute permet d'accéder à l'A6 en direction de Lyon.

#### Voies ferroviaires

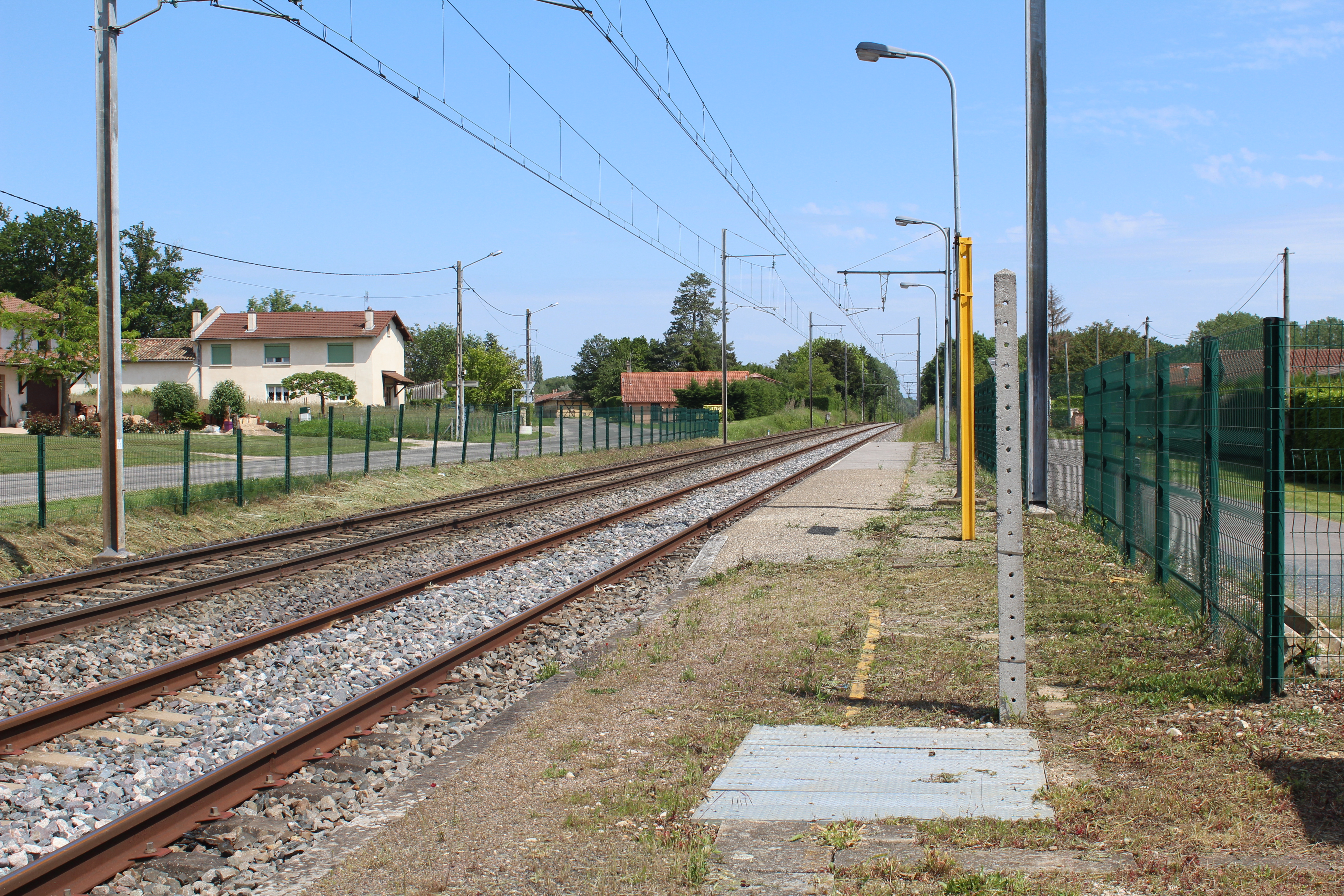
Ligne de Mâcon à Ambérieu au quai de l'ancienne gare.

Une seule voie traverse la commune, la ligne de Mâcon à Ambérieu est desservie par les TER de la région Rhône-Alpes traverse Saint-Jean en longeant la D 51B. Jusqu'en 2007, le village disposait d'une gare jusqu'à sa fermeture. Les usagers ont alors dû passer par une autre gare pour les TER Rhône-Alpes qui est située à proximité, la gare de Pont-de-Veyle installée à Crottet. Les trains grandes lignes et les TGV parcourant cette ligne ne marquent pas d'arrêt.
D'autres voies passent non loin de Saint-Jean comme la ligne traditionnelle Paris - Marseille via Dijon qui passe à Mâcon. La gare de Mâcon-Ville, est desservie par des TER Dijon - Mâcon - Lyon et quelques TGV reliant le nord-est de la France à la Méditerranée.
La ligne à grande vitesse Paris - Lyon - Marseille traverse la Saône au sud de Mâcon, et comporte un raccordement vers la ligne Mâcon - Bourg. La gare de Mâcon-Loché-TGV, au sud-ouest de Mâcon, est desservie par quelques TGV Paris - Marseille et Paris - Genève.

#### Transport fluvial
À quelques kilomètres de Saint-Jean, la Saône, qui marque la frontière ouest du département de l'Ain, est navigable à grand gabarit européen depuis Verdun-sur-le-Doubs jusqu'à Lyon. Elle constitue un axe de transport fluvial important entre l'est et la Méditerranée. Mâcon possède un port fluvial. La Saône est aussi appréciée pour le tourisme fluvial.

#### Transport aérien
- La chambre de commerce et d'industrie de Saône-et-Loire gère un petit aéroport à Charnay, au sud-ouest de Mâcon, soit à 15 km environ de Saint-Jean.
- Les habitants de la commune doivent se rendre à l'aéroport de Lyon-Saint-Exupéry distant de 80 kilomètres ou bien à l'aéroport de Genève distant de 140 kilomètres pour effectuer des vols vers l'international.

#### Transports en commun

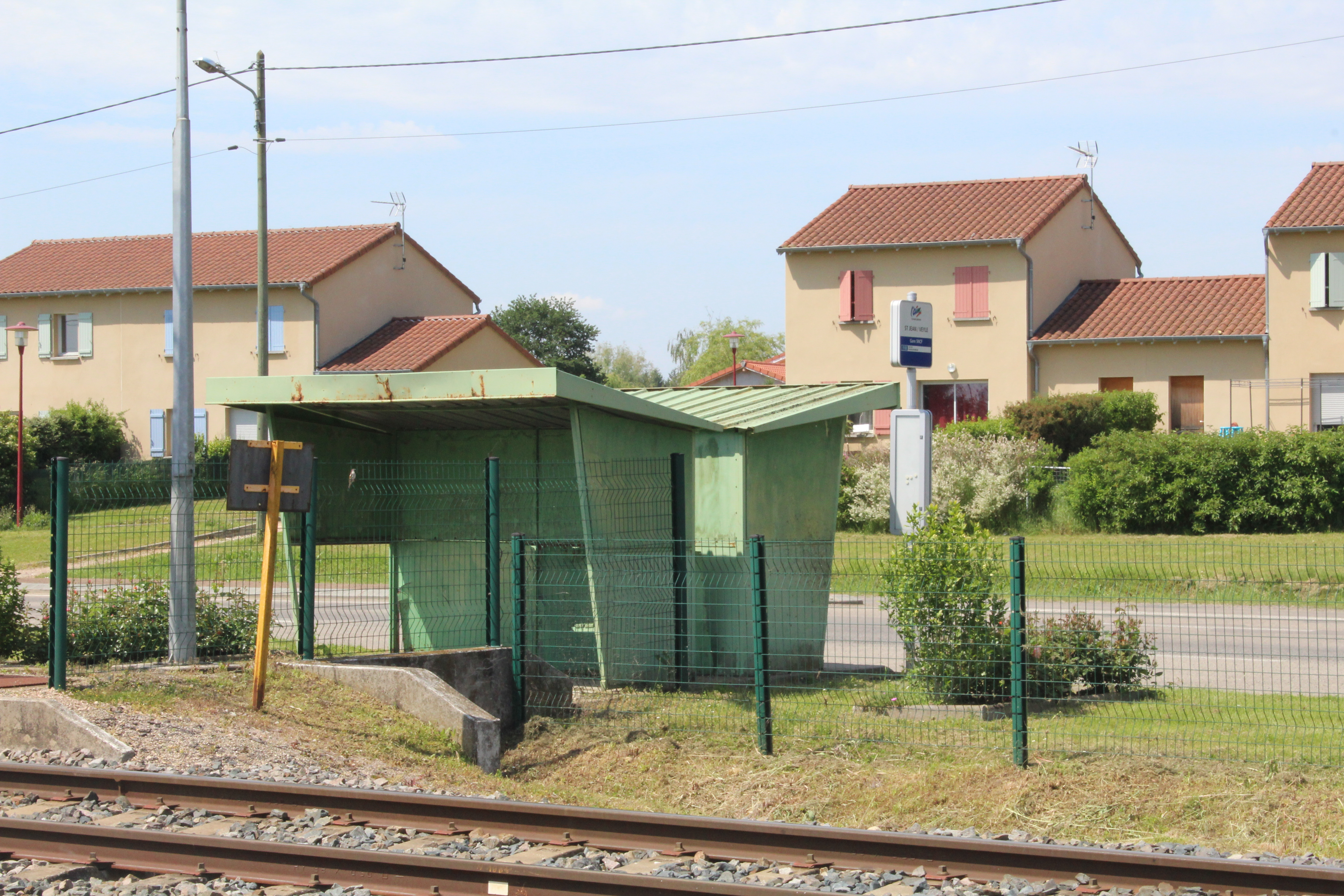
Arrêt Gare SNCF.

Même si la gare ferroviaire n'est plus en service, la commune est reliée au réseau TER Rhône-Alpes grâce à la ligne 30 qui relie la gare de Mâcon Ville à celle de Bourg-en-Bresse en passant par toutes les gares de la ligne de Mâcon à Ambérieu.

## Urbanisme

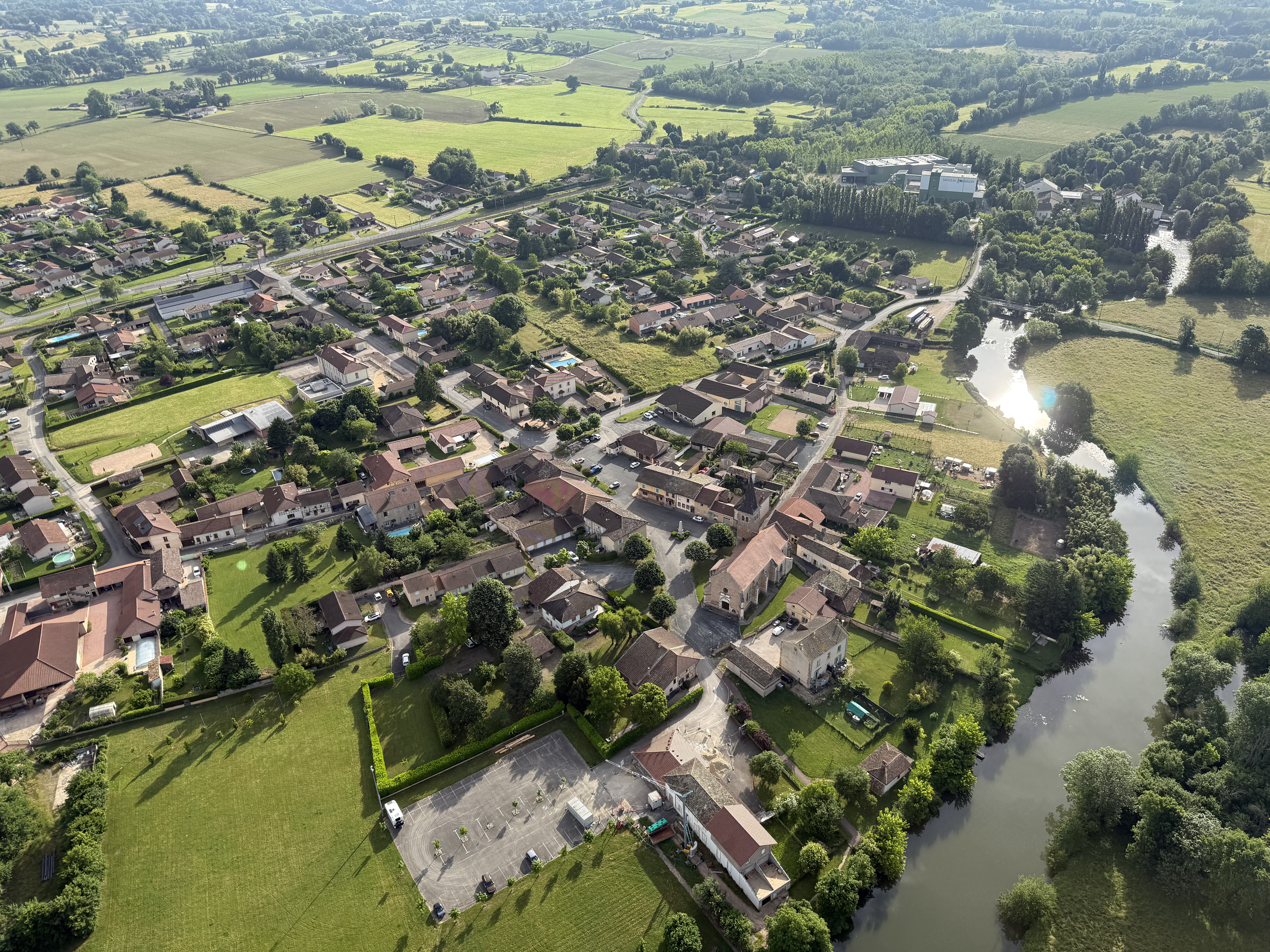
Vue aérienne du bourg.

### Typologie
Au 1er janvier 2024, Saint-Jean-sur-Veyle est catégorisée commune rurale à habitat dispersé, selon la nouvelle grille communale de densité à 7 niveaux définie par l'Insee en 2022.
Elle est située hors unité urbaine. Par ailleurs la commune fait partie de l'aire d'attraction de Mâcon, dont elle est une commune de la couronne,. Cette aire, qui regroupe 105 communes, est catégorisée dans les aires de 50 000 à moins de 200 000 habitants,.

### Occupation des sols
L'occupation des sols de la commune, telle qu'elle ressort de la base de données européenne d’occupation biophysique des sols Corine Land Cover (CLC), est marquée par l'importance des territoires agricoles (86,2 % en 2018), en diminution par rapport à 1990 (87,5 %). La répartition détaillée en 2018 est la suivante : 
prairies (49,9 %), zones agricoles hétérogènes (32,4 %), zones urbanisées (11,5 %), terres arables (4 %), forêts (2,2 %).
L'évolution de l’occupation des sols de la commune et de ses infrastructures peut être observée sur les différentes représentations cartographiques du territoire : la carte de Cassini (XVIIIe siècle), la carte d'état-major (1820-1866) et les cartes ou photos aériennes de l'IGN pour la période actuelle (1950 à aujourd'hui).

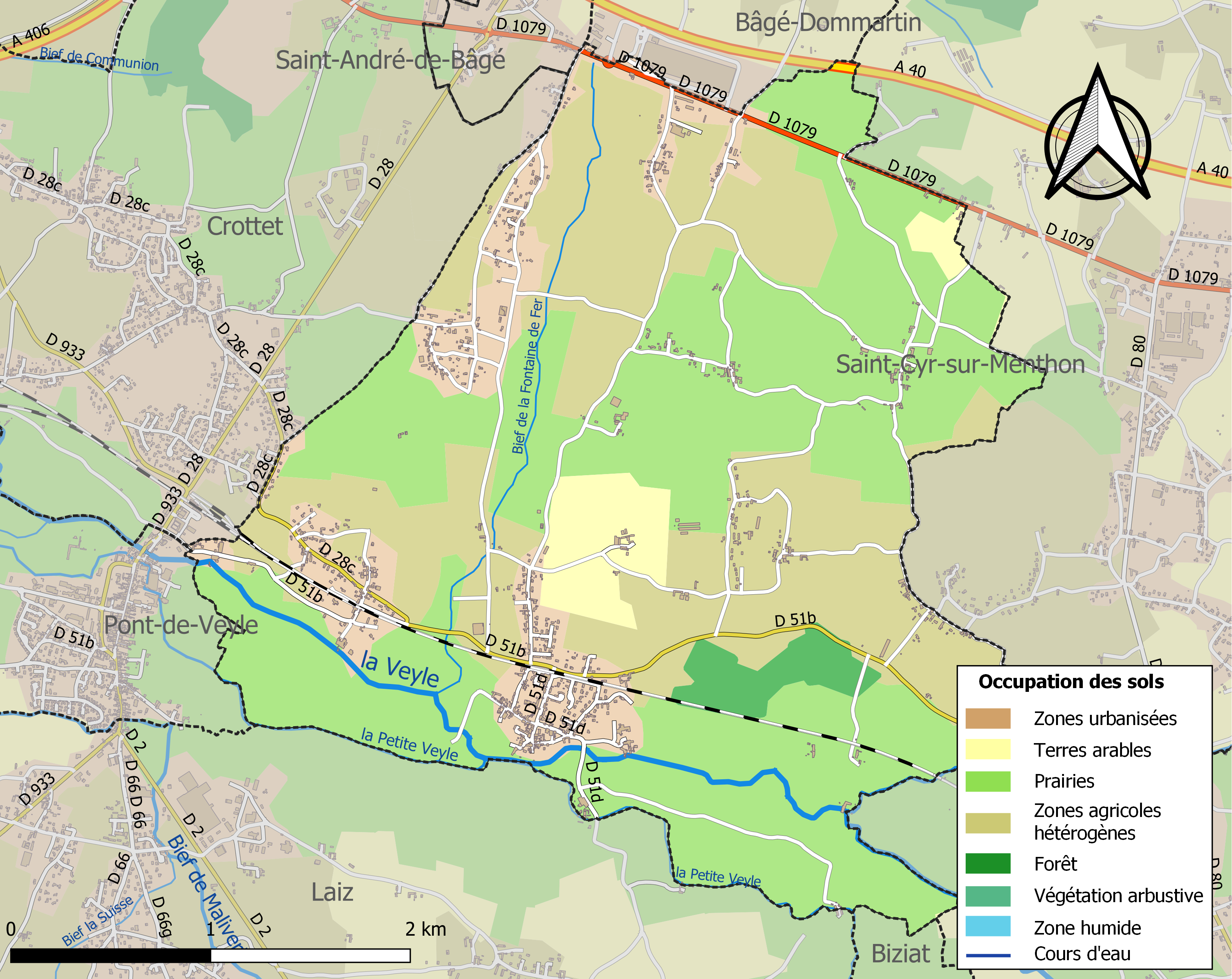
Carte des infrastructures et de l'occupation des sols de la commune en 2018 (CLC).

## Toponymie

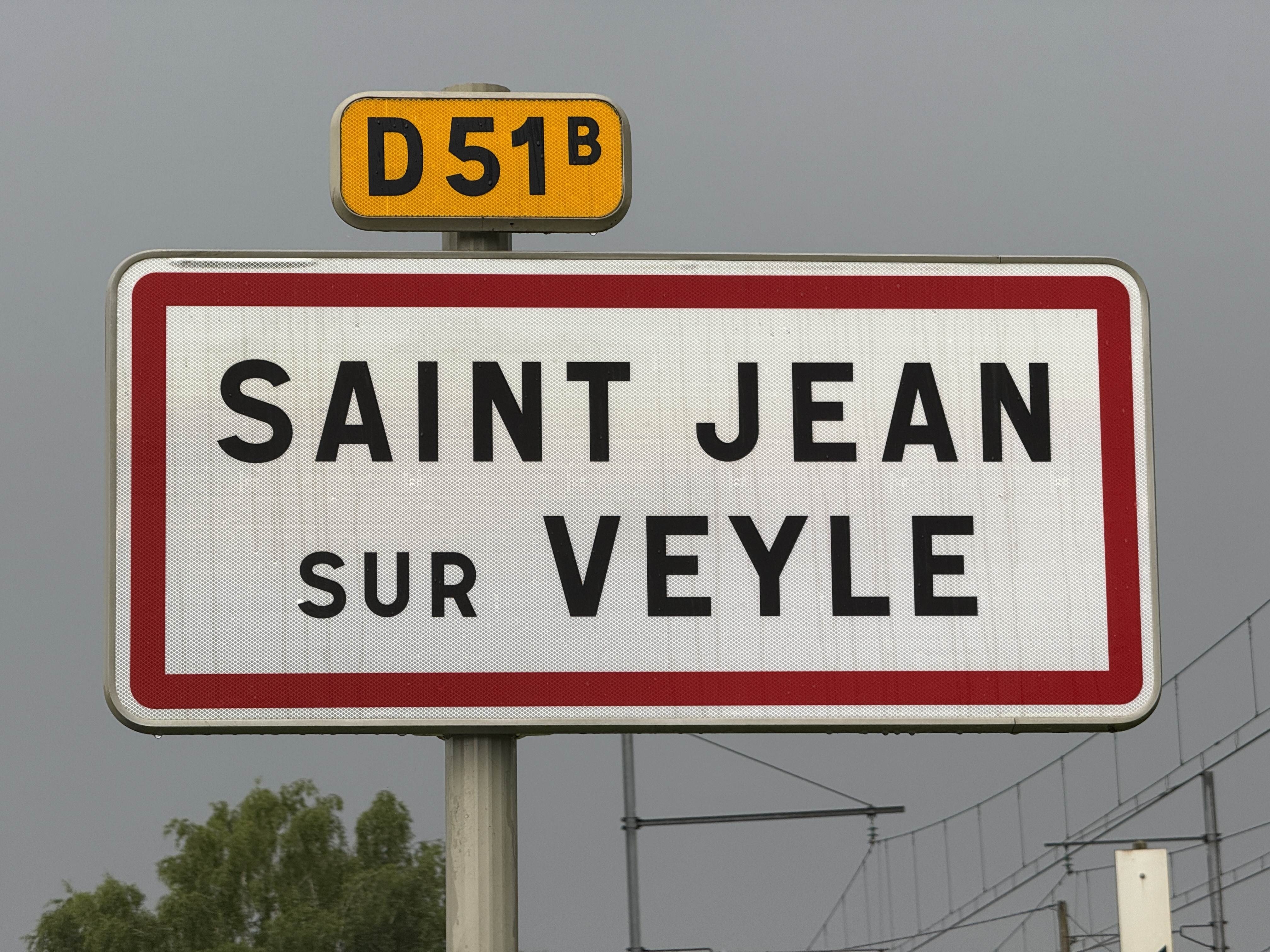
Panneau d'entrée du village.

Saint-Jean-sur-Veyle n'a pas été le premier nom de la commune puisqu'il n'apparaît qu'au début du XVe siècle avec la construction de l'église Saint-Jean. Jusqu'au début du XVIIe siècle, Chavagnat était le nom de la paroisse mais l'église du même nom perdit son titre de paroissiale.

### Attestations anciennes
La première mention du village date de 1004 sous le nom Cavaniacus d'après le recueil des chartes de Cluny. Dans le cartulaire de Saint-Vincent, Chavaigniacus et Chavaniacus est évoqué en 1074 puis Chavaignes sus Veila est mentionné vers 1250 dans le pouillé de Lyon.
Le même ouvrage cite Chavaigneu vers 1350 puis les archives départementales font référence à Chavagnia supra Velam en 1359. Vers 1439 avec la construction de l'église Saint-Jean des Aventures, on trouve pour la première fois le nom actuel de la commune vers 1494 sous le nom Sanctus Johannes supra Velam. Néanmoins, l'église de Chavagnat gardant son titre de paroissiale, Chavaignia est cité en 1492 par le pouillé de Lyon comme le nom de la paroisse. Cette source cite aussi Chavania en 1587. Enfin, Samuel Guichenon se réfère à Chavagna en 1650 dans son ouvrage sur la Bresse.
Toutefois, au début du XVIIe siècle, l'église de Chavagnat perd son titre de paroissiale aux dépens de celle de Saint-Jean qui avait déjà été évoquée en 1573 sous le nom de Sainct Jehan des Advantures par les archives départementales. En 1670, l'enquête Bouchu cite Saint Jean des Aventures et Saint Jean sur Veyle.
Un siècle plus tard, seul Saint Jean sur Veyle est mentionné mais en 1789 la commune prend le nom révolutionnaire de Chavagnat-sur-Veyle même si on trouve Saint Jean sur Veyle en 1793 et Jean-sur-Veyle en 1801. Enfin, depuis 1806, Saint-Jean-sur-Veyle reste le seul nom de la commune.

### Origine du nom
Saint-Jean vient de Jean le Baptiste, personnage des traditions chrétienne et musulmane et prédicateur en Judée au temps de Jésus de Nazareth.
L'autre partie du nom de la commune vient du cours qui la traverse, la Veyle. D'autres communes de la région possèdent en leur nom la mention de la rivière.

## Histoire

### Héraldique
| Blason de Saint-Jean-sur-Veyle | Blason  | Le blason du village, de couleur azur à la face ondée d’argent chargée de deux roues de moulin de gueules dont les rayons sont deux croix pattées, surmontée d’une colombe du Saint Esprit aussi d’argent dans un rai de soleil d’or et soutenue d’une main bénissante d’argent. |
| Blason de Saint-Jean-sur-Veyle | Détails | |

### Faits historiques
- En 1601, après la fin de la guerre franco-savoyarde qui se termine par le traité de Lyon, Saint-Jean-sur-Veyle appartient à la France avec l'acquisition de celle-ci de la Bresse, du Bugey, du Valromey et du pays de Gex. Elle est par la suite intégrée à la province bourguignonne.
- Entre 1790 et 1795, Saint-Jean-sur-Veyle était une municipalité du canton de Pont-de-Veyle, et dépendait du district de Châtillon-les-Dombes.
- Le 6 juin 1857, a lieu la mise en service de la ligne de chemin de fer entre Mâcon et Bourg-en-Bresse, par la Compagnie des chemins de fer de Paris à Lyon et à la Méditerranée (PLM)[15].
- En 2007, le point d'arrêt SNCF de Saint-Jean-sur-Veyle est fermé au trafic voyageur.
- Le 10 janvier 2009, le TGV 5309 s'arrête avec l'une de ses motrices en feu, les 550 voyageurs sont évacués en gare de Saint-Jean-sur-Veyle[16].
- En 2010, la mairie de Saint-Jean-sur-Veyle est déplacée l'ancienne école maternelle en bord de Veyle. L'ancien bâtiment héberge des associations comme l'école de musique. En conséquence, l'école maternelle est construite et ouverte dans l'enceinte de l'école primaire.
- En 2011, le conseil municipal a procédé à la dénomination des routes et rues de la commune.

## Politique et administration

### Rattachements administratifs et électoraux
Durant l'Ancien Régime, Saint-Jean était une communauté du bailliage, élection et subdélégation de Bourg, mandement de Pont-de-Veyle et justice d'appel du comté de ce nom.
Lors de la création des départements par la Révolution française, elle est intégrée au département de l'Ain et au district de Châtillon-les-Dombes. En 1800, après la suppression des districts, elle intègre l'arrondissement de Bourg-en-Bresse mais reste dans le canton de Pont-de-Veyle. En mars 2015, à l'occasion des élections départementales, le décret du 13 février 2014 portant sur le redécoupage cantonal des cantons de l'Ain entre en vigueur. Ainsi, la commune ainsi que toutes celles du canton de Pont-de-Veyle sont intégrées au nouveau canton de Vonnas.
Le 1er janvier 2016, la commune qui appartenait jusqu'alors à la région Rhône-Alpes devient une commune de la région Auvergne-Rhône-Alpes à la suite de la fusion de la région avec celle d'Auvergne.
En 1958, la commune fait partie de la première circonscription de l'Ain pour l'élection des députés. En 1986, le département connaît un redécoupage de ses circonscriptions avec l'ajout d'un qui a pour effet l'ajout d'une quatrième dont la commune fait partie à partir des élections législatives de 1988. Malgré un nouveau découpage en 2012 qui permet l'ajout d'une cinquième circonscription dans l'Ain, Saint-Jean-sur-Veyle reste dans la quatrième.
Du point de vue judiciaire, la commune relève du tribunal d'instance, du tribunal de grande instance, du tribunal pour enfants, du conseil de prud'hommes, du tribunal de commerce et du tribunal paritaire des baux ruraux de Bourg-en-Bresse. De plus, elle relève aussi de la cour d'assises de l'Ain, elle-même située à Bourg. Enfin, Saint-Jean dépend de la cour d'appel, du tribunal administratif et de la cour administrative d'appel de Lyon.

### Tendances politiques et résultats
| Scrutin             | Scrutin             | 1er tour | 1er tour    | 1er tour | 1er tour | 1er tour  | 1er tour | 1er tour | 1er tour   | 1er tour | 1er tour | 1er tour   | 1er tour | 2d tour | 2d tour | 2d tour | 2d tour | 2d tour | 2d tour |
| Scrutin             | Scrutin             | 1er      | 1er         | %        | 2e       | 2e        | %        | 3e       | 3e         | %        | 4e       | 4e         | %        | 1er     | 1er     | %       | 2e      | 2e      | %       |
| ------------------- | ------------------- | -------- | ----------- | -------- | -------- | --------- | -------- | -------- | ---------- | -------- | -------- | ---------- | -------- | ------- | ------- | ------- | ------- | ------- | ------- |
| Présidentielle 2017 | Présidentielle 2017 |          | FN          | 26,02    |          | EM        | 22,86    |          | LR         | 19,40    |          | LFI        | 15,34    |         | EM      | 59,60   |         | FN      | 40,40   |
| Présidentielle 2022 | Présidentielle 2022 |          | LREM        | 31,12    |          | RN        | 28,55    |          | LFI        | 15,26    |          | REC        | 6,34     |         | LREM    | 51,84   |         | RN      | 48,16   |
| Législatives 2022   | 4e                  |          | LFI (NUPES) | 20,44    |          | RN        | 20,16    |          | LR         | 15,80    |          | LREM (ENS) | 14,44    |         | RN      | 62,16   |         | LFI     | 37,84   |
| Législatives 2024   | 4e                  |          | RN          | 41,51    |          | HOR (ENS) | 22,69    |          | EELV (NFP) | 19,16    |          | LR         | 15,97    |         | HOR     | 53,11   |         | RN      | 46,89   |

### Liste des maires successifs

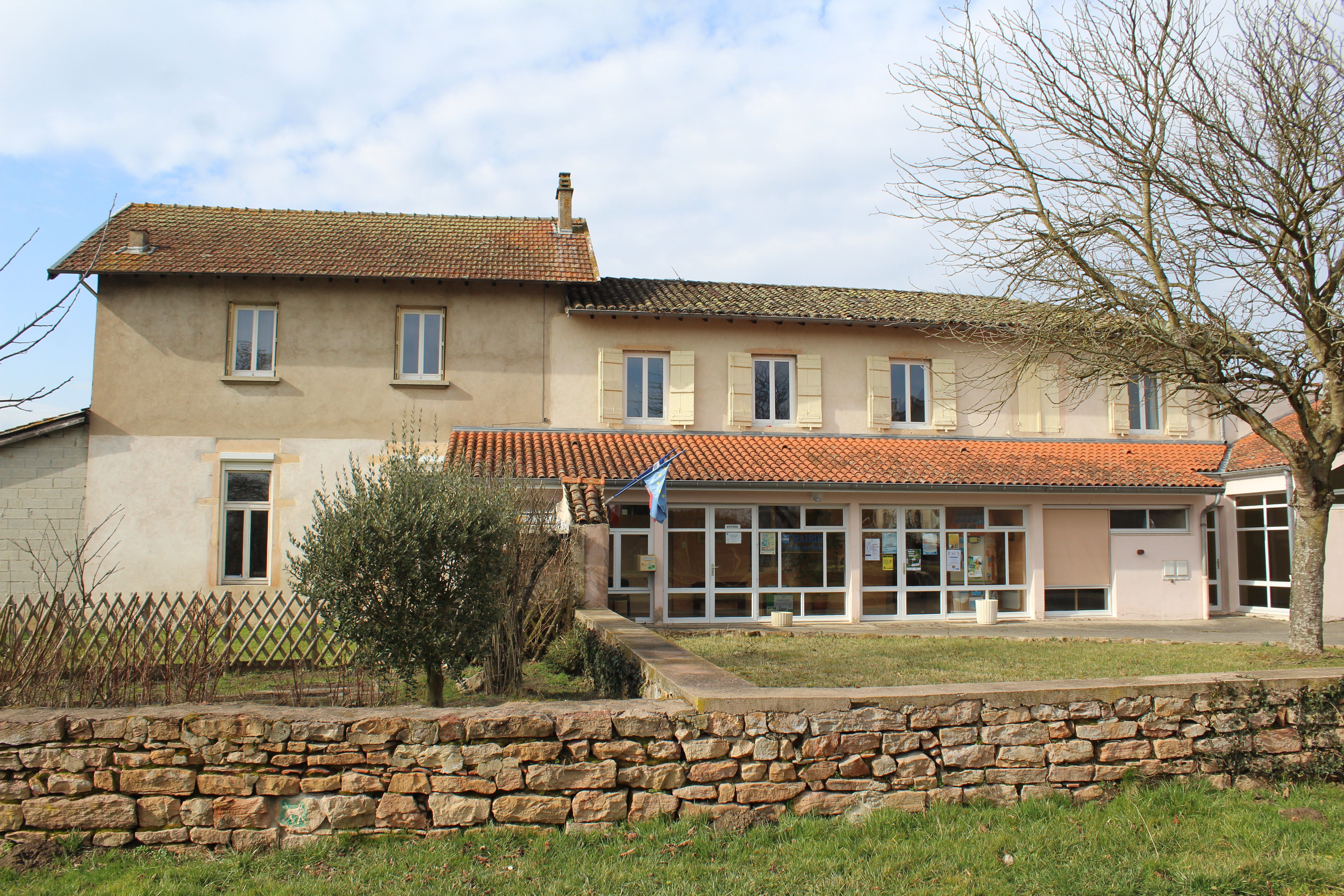
Mairie dans l'ancienne école maternelle.

| Période                                  | Période  | Identité                      | Étiquette | Qualité |
| ---------------------------------------- | -------- | ----------------------------- | --------- | ------- |
| 1989                                     | 2002     | Guy Pelletier                 |           | Maire   |
| 2002                                     | 2014     | Alain Foret (réélu mars 2008) |           | Maire   |
| 2014                                     | En cours | Agnès Renoud-Lyat Duperray    | SE        | Maire   |
| Les données manquantes sont à compléter. |          |                               |           |         |

### Intercommunalité
Saint-Jean appartenait jusqu'au 31 décembre 2016 à la communauté de communes du canton de Pont-de-Veyle qui avait été fondée le 23 novembre 1998 à la suite de la dissolution du SIVOM du canton de Pont-de-Veyle et du SIVU pour l'accueil des entreprises et d'activités économiques de Pont-de-Veyle et sa région. Depuis le 1er janvier 2017, la commune est intégrée à la nouvelle communauté de communes de la Veyle qui regroupe l'ancienne intercommunalité à celle des Bords de Veyle. Le siège est fixé à Pont-de-Veyle.
Toutefois, ce n'est pas la seule structure intercommunale dont fait partie la localité bressane. On peut mentionner le syndicat mixte Bresse Val de Saône créé en 1995 et regroupant 40 communes,. Son but est de négocier les procédures que proposent l'Union européenne, l'État ou la région Auvergne-Rhône-Alpes qui pourraient développer un territoire plus vaste que la simple communauté de communes.
La commune étant traversée par la Veyle, elle appartient au syndicat mixte Veyle Vivante dont le siège est situé dans le bâtiment de la gare de Mézériat. Le travail de cette organisation est de surveiller la qualité des eaux du bassin, de préserver les zones humides ou de remettre en état certains ouvrages dont l'ouvrage hydraulique du moulin de Cassevesce qui a été restauré en 2014.
Enfin, comme la totalité des communes du département de l'Ain, le village appartient au syndicat intercommunal d'énergie et de e-communication de l'Ain, organisation fondée le 11 mars 1950. Le syndicat est compétent dans la gestion des réseaux d'électrification, de gaz, de l'éclairage public, de la communication électronique. En plus de ces compétences, la structure accompagne les communes pour qu'elles puissent maîtriser leur consommation d'énergie, gère un système d'information géographique et a mis en place dans le département, par l'intermédiaire de sa régie Réso-Liain, un réseau de fibre optique pour avoir accès à Internet à très haut débit.

### Jumelages
| \| Localisation des villes jumelées avec Saint-Jean-sur-Veyle. Straubenhardt Saint-Jean-sur-Veyle \| Localisation des communes jumelées. |
| Straubenhardt Saint-Jean-sur-Veyle |

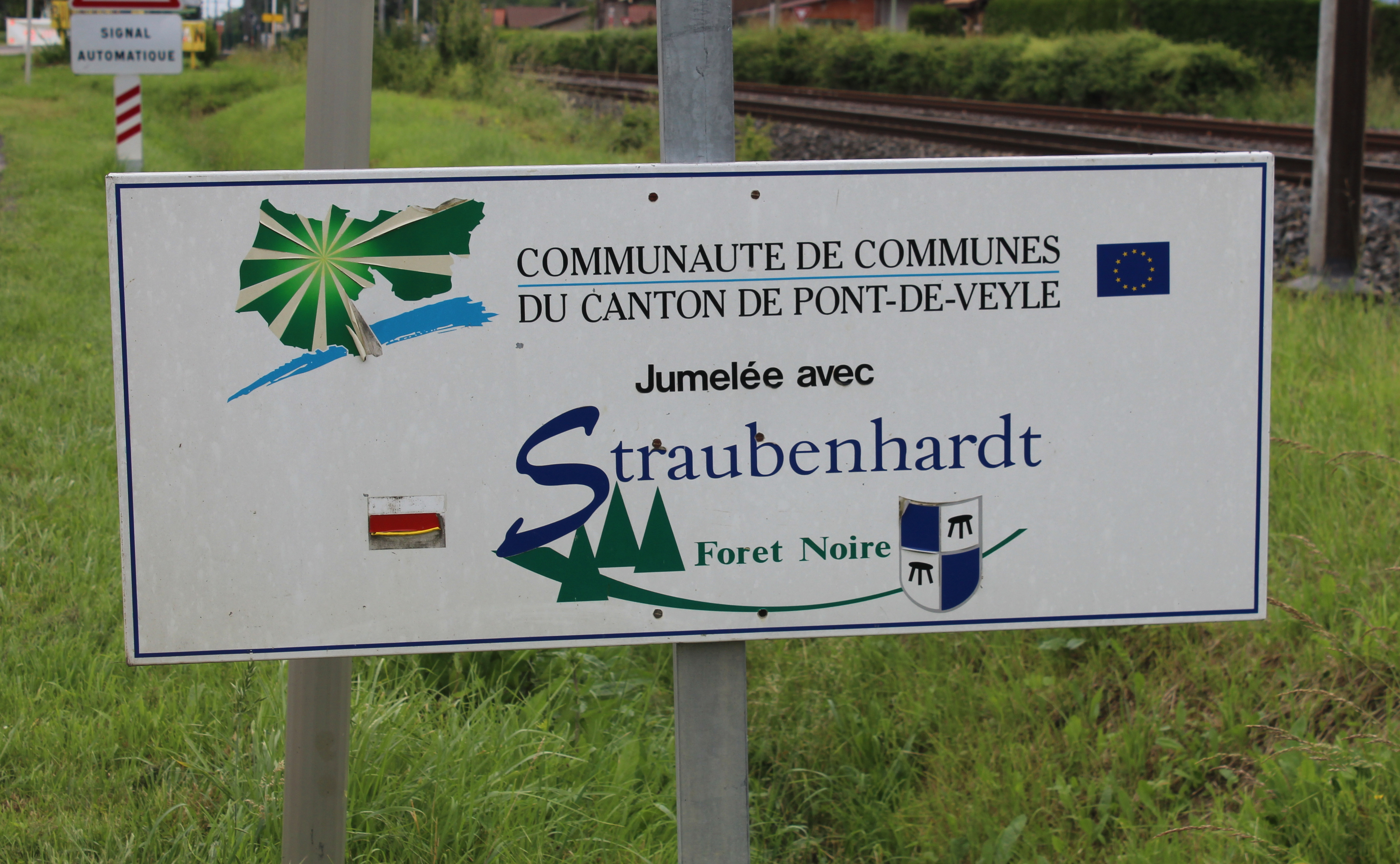
Panneau annonçant le jumelage dans le village.

La communauté de communes du canton de Pont-de-Veyle dont la commune faisait partie avant sa dissolution est jumelée avec la commune de Straubenhardt localisée dans le Bade-Wurtemberg en Allemagne à la porte nord de la Forêt-Noire entre Karlsruhe et Pforzheim. Commune composée de cinq villages que sont Conweiler, Feldrennach & Pfinzweiler, Langenalb, Ottenhausen et Schwann, Straubenhardt a commencé à lier des contacts avec le canton de Pont-de-Veyle dès 1995 grâce à Roger Herbet. Ce dernier, un Bressan qui vivait dans la localité allemande, organisa une rencontre entre Christophe Greffet alors maire de Saint-Genis-sur-Menthon et Willy Rushman, bourgmestre de Straubenhardt. Est alors née une volonté de tisser de nouveaux liens entre les deux localités par le biais des collégiens qui commencèrent à créer des échanges dès 1996.
Tout s'accéléra durant l'année 1999 quand la population de la commune allemande fut invitée à deux reprises en France. La première fois fut durant le mois de mai à l'occasion de la fête du Fromage à Grièges et la seconde fois fut en juillet lors de la fête des Temps Chauds où un groupe musical de Straubenhardt était invité à s'y produire. Les Bressans furent invités à faire le chemin inverse dès le mois d'août pour créer ensemble la fête de marché historique à Feldrennach. Le jumelage entre Straubenhardt et le canton de Pont-de-Veyle a été concrétisé par la signature de la Charte lors de la grande fête organisée au château de Pont-de-Veyle du 7 au 9 juillet 2000. Une autre fête fut organisée l'année suivante en Allemagne du 6 au 8 juillet 2001.

## Population et société

### Démographie
L'évolution du nombre d'habitants est connue à travers les recensements de la population effectués dans la commune depuis 1793. Pour les communes de moins de 10 000 habitants, une enquête de recensement portant sur toute la population est réalisée tous les cinq ans, les populations de référence des années intermédiaires étant quant à elles estimées par interpolation ou extrapolation. Pour la commune, le premier recensement exhaustif entrant dans le cadre du nouveau dispositif a été réalisé en 2006.

En 2022, la commune comptait 1 154 habitants, en évolution de +2,85 % par rapport à 2016 (Ain : +5,15 %, France hors Mayotte : +2,11 %).
| 1793  | 1800 | 1806 | 1821  | 1831  | 1836  | 1841  | 1846  | 1851  |
| ----- | ---- | ---- | ----- | ----- | ----- | ----- | ----- | ----- |
| 1 099 | 870  | 976  | 1 001 | 1 043 | 1 093 | 1 099 | 1 116 | 1 110 |

| 1856  | 1861  | 1866  | 1872  | 1876 | 1881  | 1886 | 1891 | 1896 |
| ----- | ----- | ----- | ----- | ---- | ----- | ---- | ---- | ---- |
| 1 080 | 1 125 | 1 087 | 1 017 | 995  | 1 000 | 965  | 945  | 881  |

| 1901 | 1906 | 1911 | 1921 | 1926 | 1931 | 1936 | 1946 | 1954 |
| ---- | ---- | ---- | ---- | ---- | ---- | ---- | ---- | ---- |
| 864  | 900  | 860  | 810  | 772  | 768  | 738  | 730  | 724  |

| 1962 | 1968 | 1975 | 1982 | 1990 | 1999 | 2006  | 2011  | 2016  |
| ---- | ---- | ---- | ---- | ---- | ---- | ----- | ----- | ----- |
| 740  | 694  | 690  | 845  | 926  | 958  | 1 009 | 1 087 | 1 122 |

| 2021  | 2022  | - | - | - | - | - | - | - |
| ----- | ----- | - | - | - | - | - | - | - |
| 1 159 | 1 154 | - | - | - | - | - | - | - |

### Enseignement

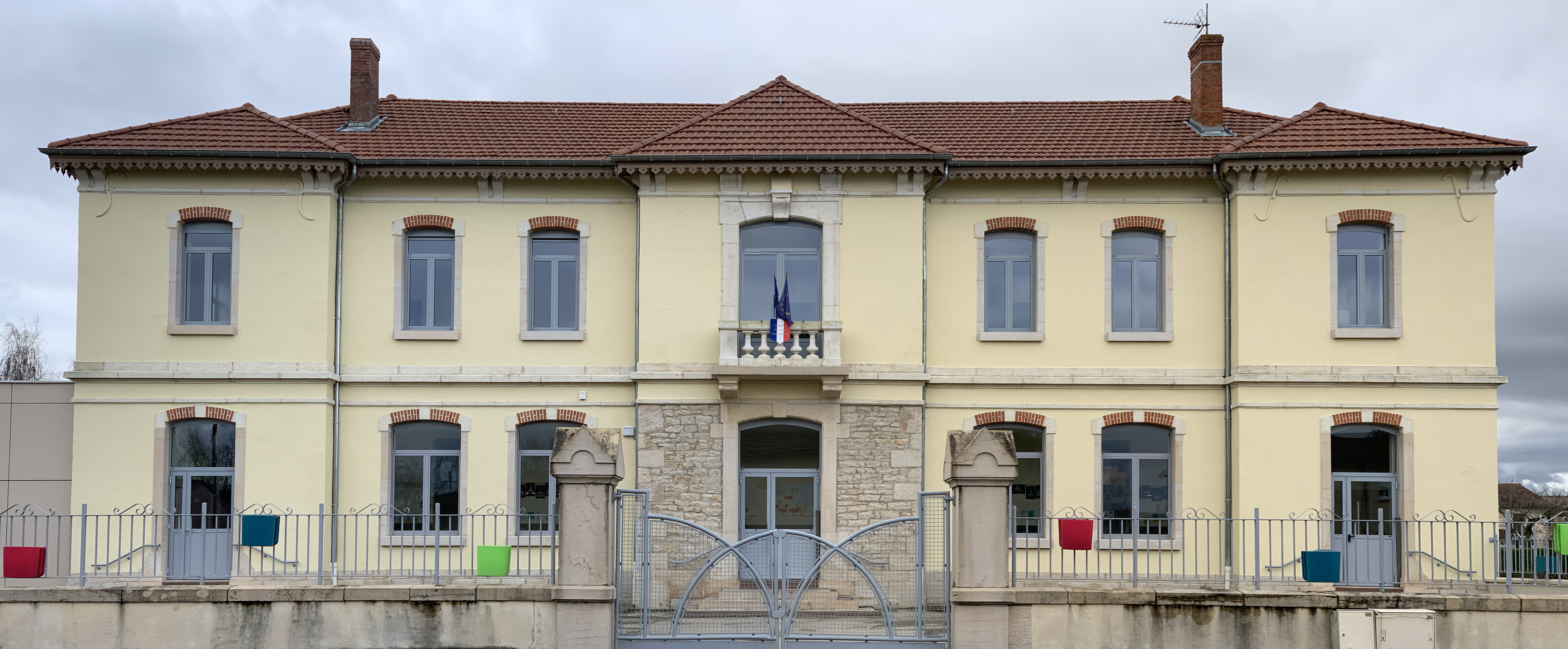
Bâtiment principal de l'école.

Autrefois séparée en deux bâtiments distincts et séparés, les écoles primaire et maternelle sont aujourd'hui regroupées au sein d'une même enceinte, à l'école Théodore-Mercier. Une fois le cycle primaire terminé, les élèves passent en 6e au collège George-Sand de Pont-de-Veyle. Le lycée de secteur de la commune est le lycée Lamartine, situé à Mâcon dans la région bourguignonne.

### Spectacles

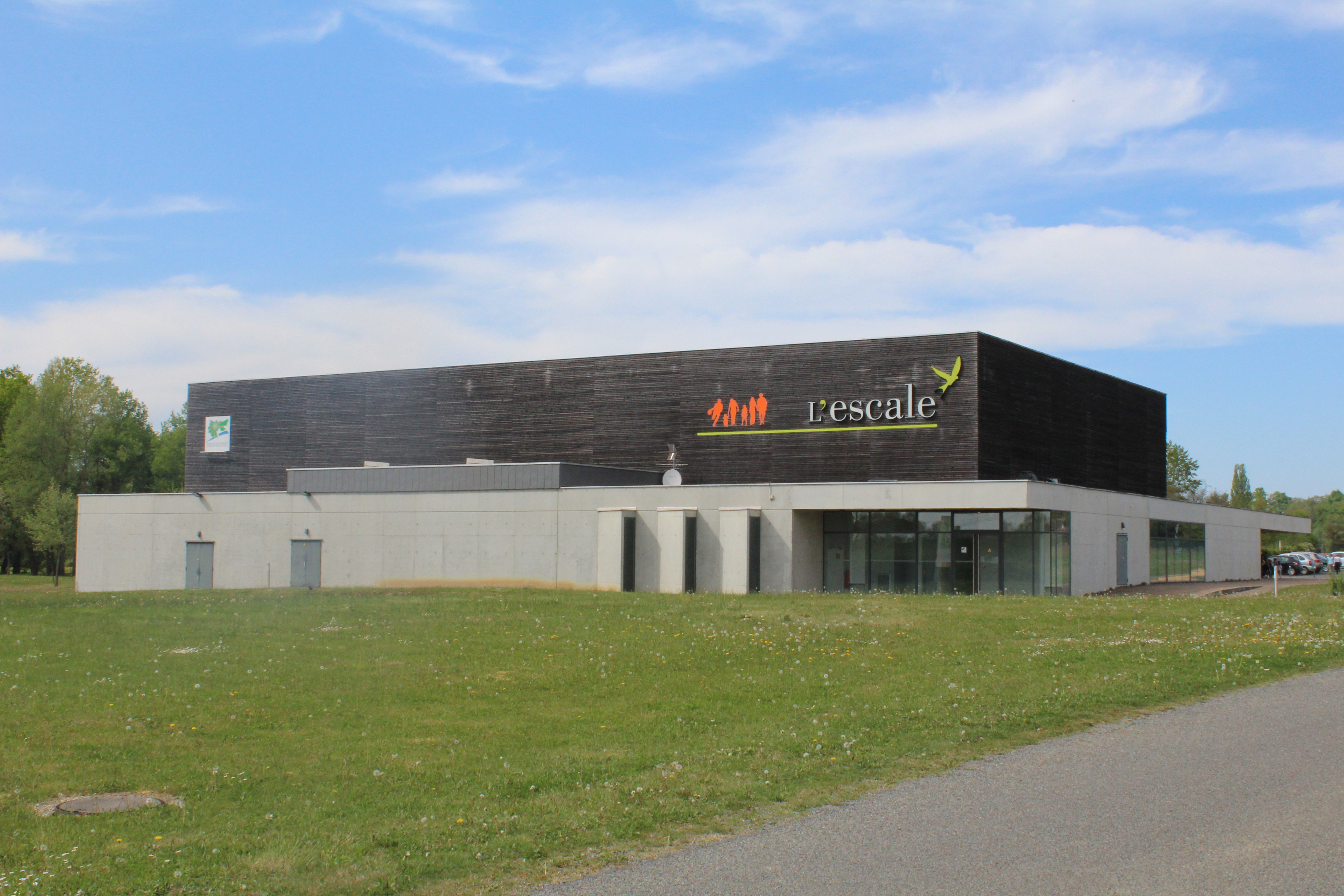
Salle culturelle et sportive L'Escale.

Salle événementielle et culturelle inaugurée en 2008, L'Escale accueille de nombreux événements dont des concerts. Quelques artistes se sont produits sur la scène. Parmi eux peuvent être cités Maxime Le Forestier, Da Silva, Natasha Saint-Pier, Maurane, Bernard Lavilliers, Michael Jones ou Michel Jonasz.

### Sports
L'Escale possède entre autres un dojo, une salle de musculation, une salle de danse et un gymnase. De nombreux clubs utilisent ces équipements dont le JC Saint-Jean-sur-Veyle, un club de judo.

### Médias
- Le journal Le Progrès propose une édition locale aux communes de l'Ain. Il paraît du lundi au dimanche et traite des faits divers, des évènements sportifs et culturels au niveau local, national, et international.
- Le journal Voix de l'Ain est un hebdomadaire publié les vendredis qui propose des informations locales pour les différentes régions du département de l'Ain.
- La chaîne France 3 Rhône Alpes Auvergne est disponible dans la région.

## Économie
Saint-Jean-sur-Veyle possède quelques commerces comme une boulangerie et trois restaurants.
Au nord de la commune le long de la route départementale D 1079, on trouve le parc d'activités des Sablons qui regroupe plusieurs entreprises.

## Culture et patrimoine

### Lieux et monuments
- Le centre du village étant traversé par quelques cours d'eau, on trouve de nombreux pont aux alentours du bourg.
- Le traversée de la Veyle dans Saint-Jean a fait apparaître des moulins au bourg et à Cuétant dont le moulin Grand, le moulin Gaillard et le moulin Neuf.
- L'église Saint-Jean-Baptiste du XVe siècle, inscrite au titre des monuments historiques depuis 1965.
- Sur la place Chavagnat, la salle polyvalente abrite la bibliothèque et accueille les événements du village.
- Le long de la Veyle, les bords de Veyle ont été aménagés pour pouvoir pratiquer la pêche et flâner près de la rivière lors des périodes de beau temps.

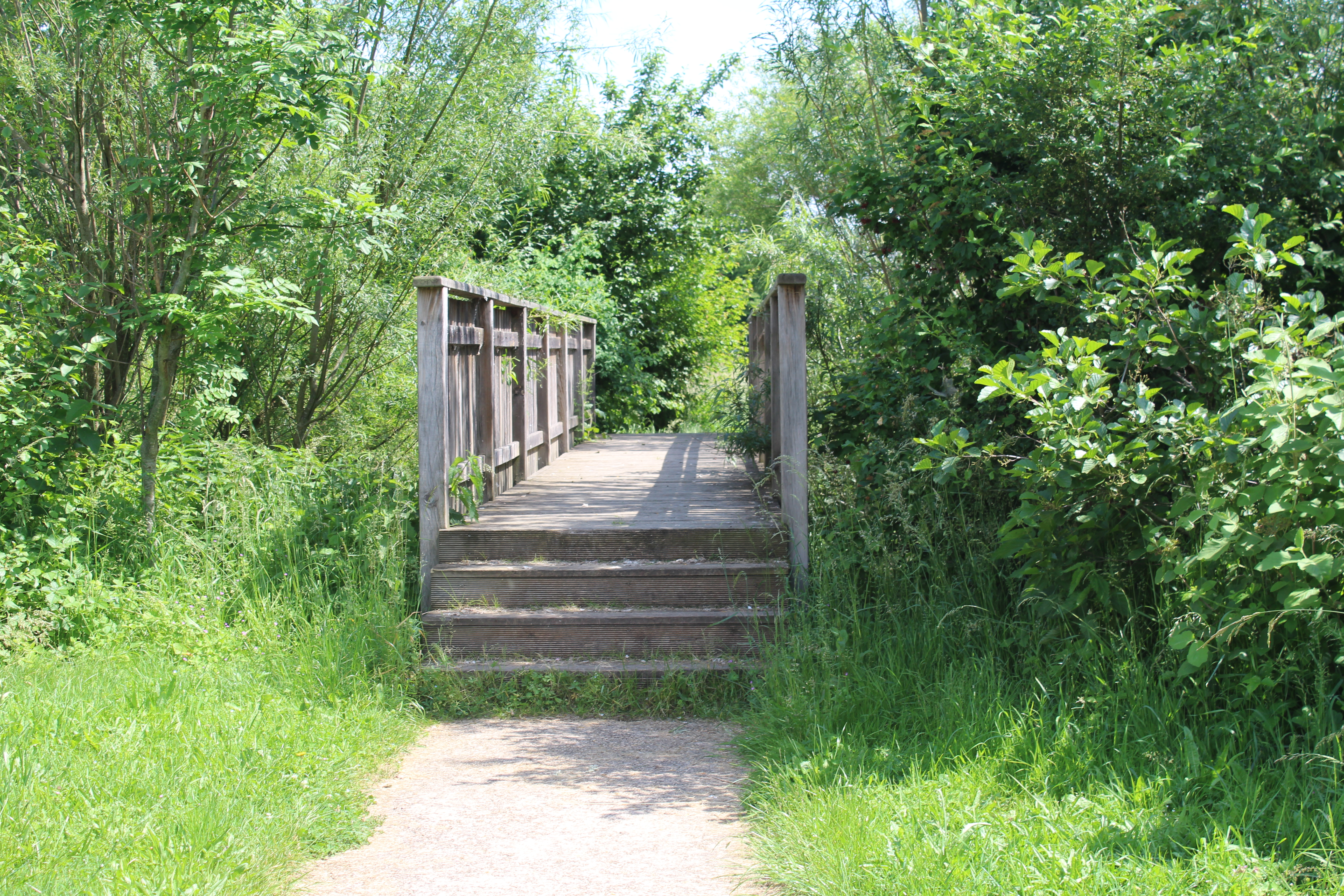
Passerelle aux bords de Veyle.
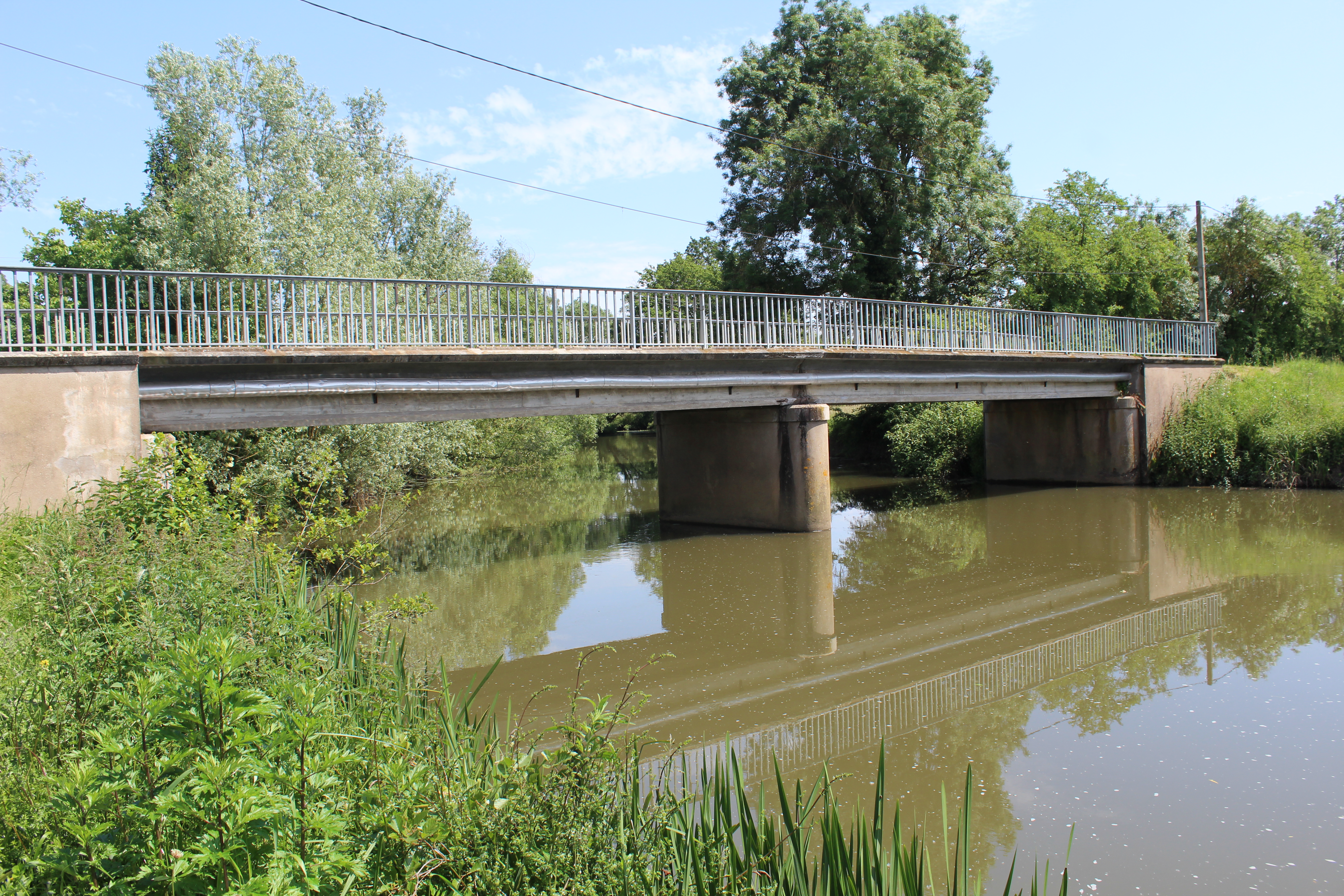
Pont enjambant la Veyle.
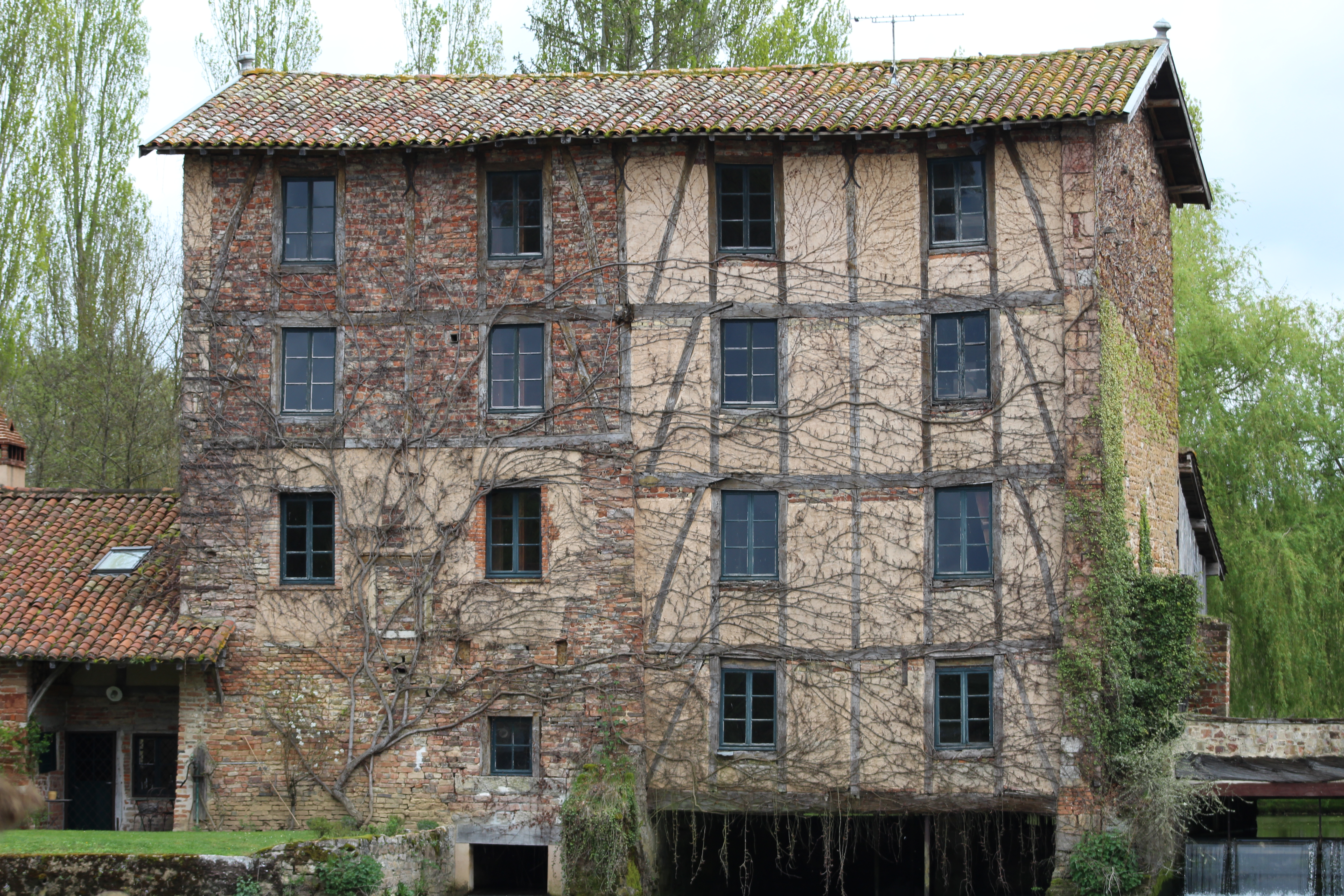
Moulin Grand.
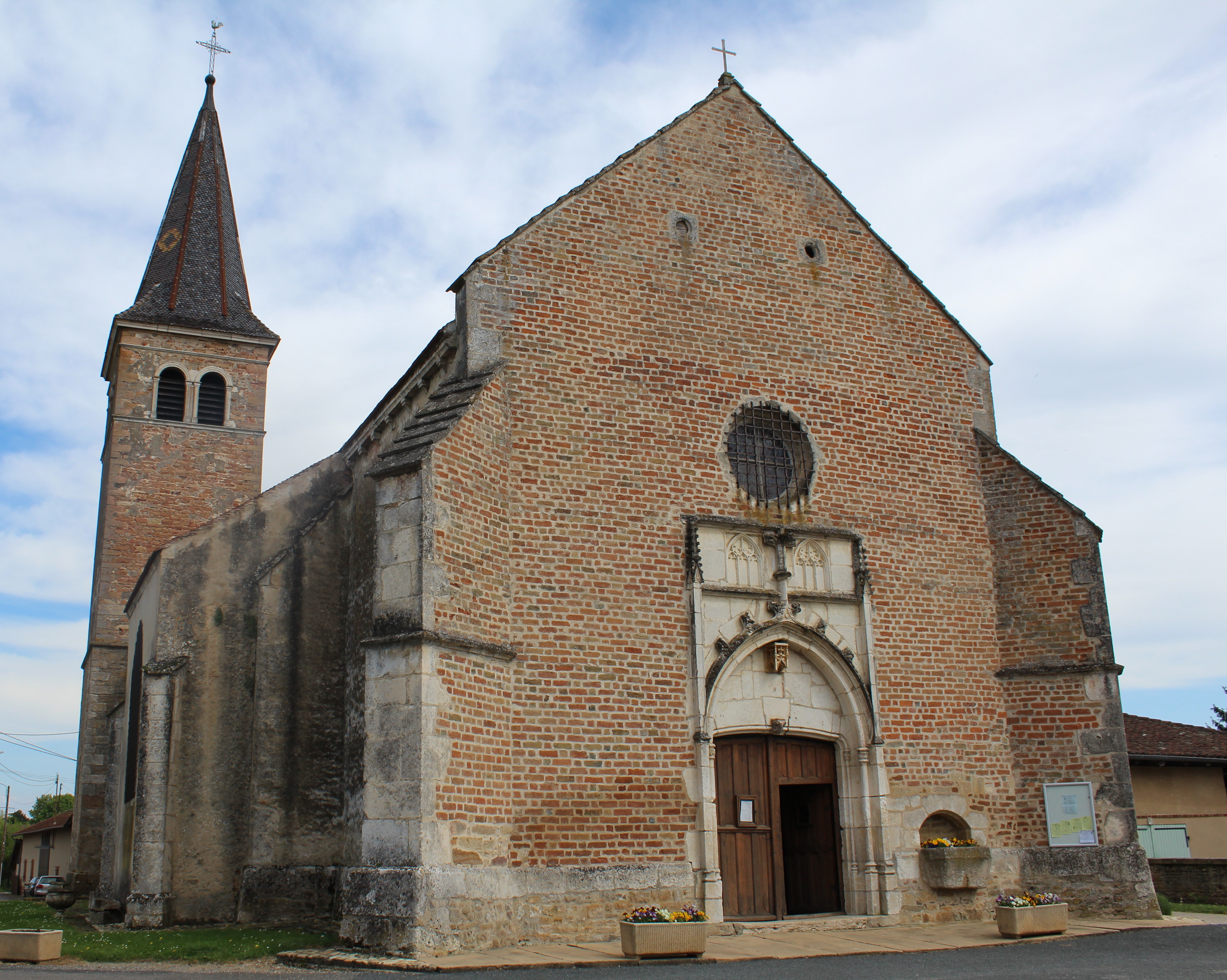
Église Saint-Jean-Baptiste.

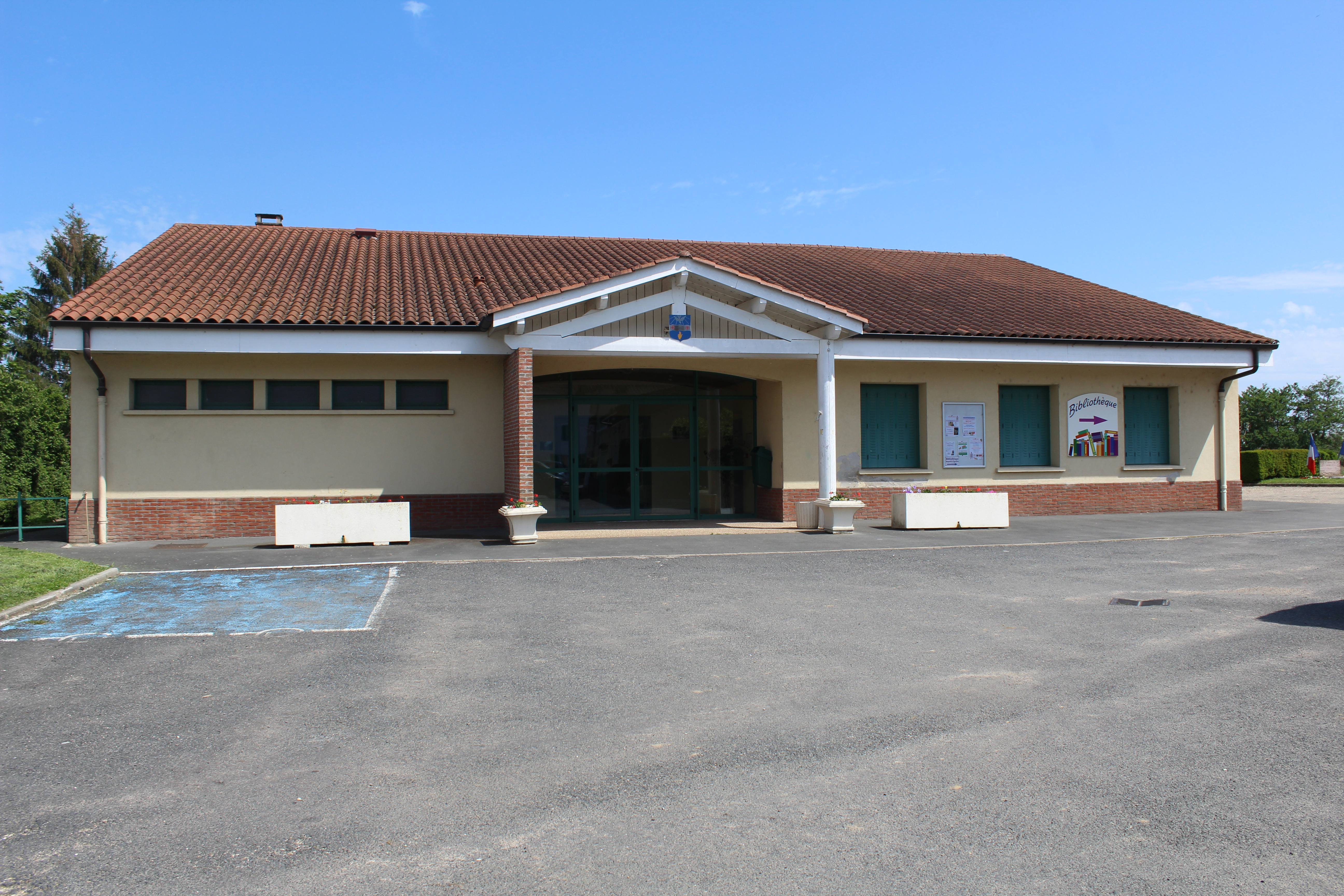
Salle polyvalente.
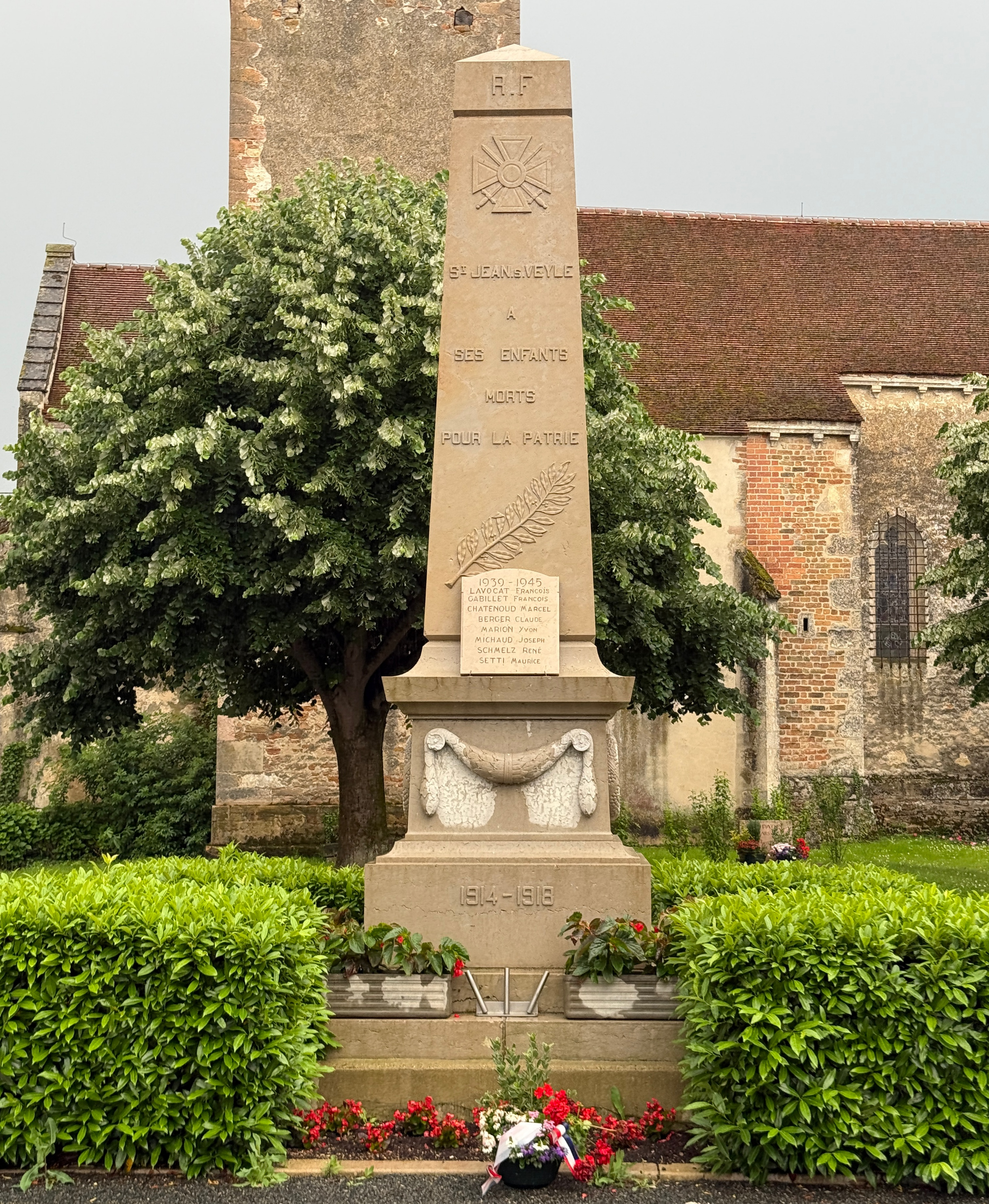
Monument aux morts.
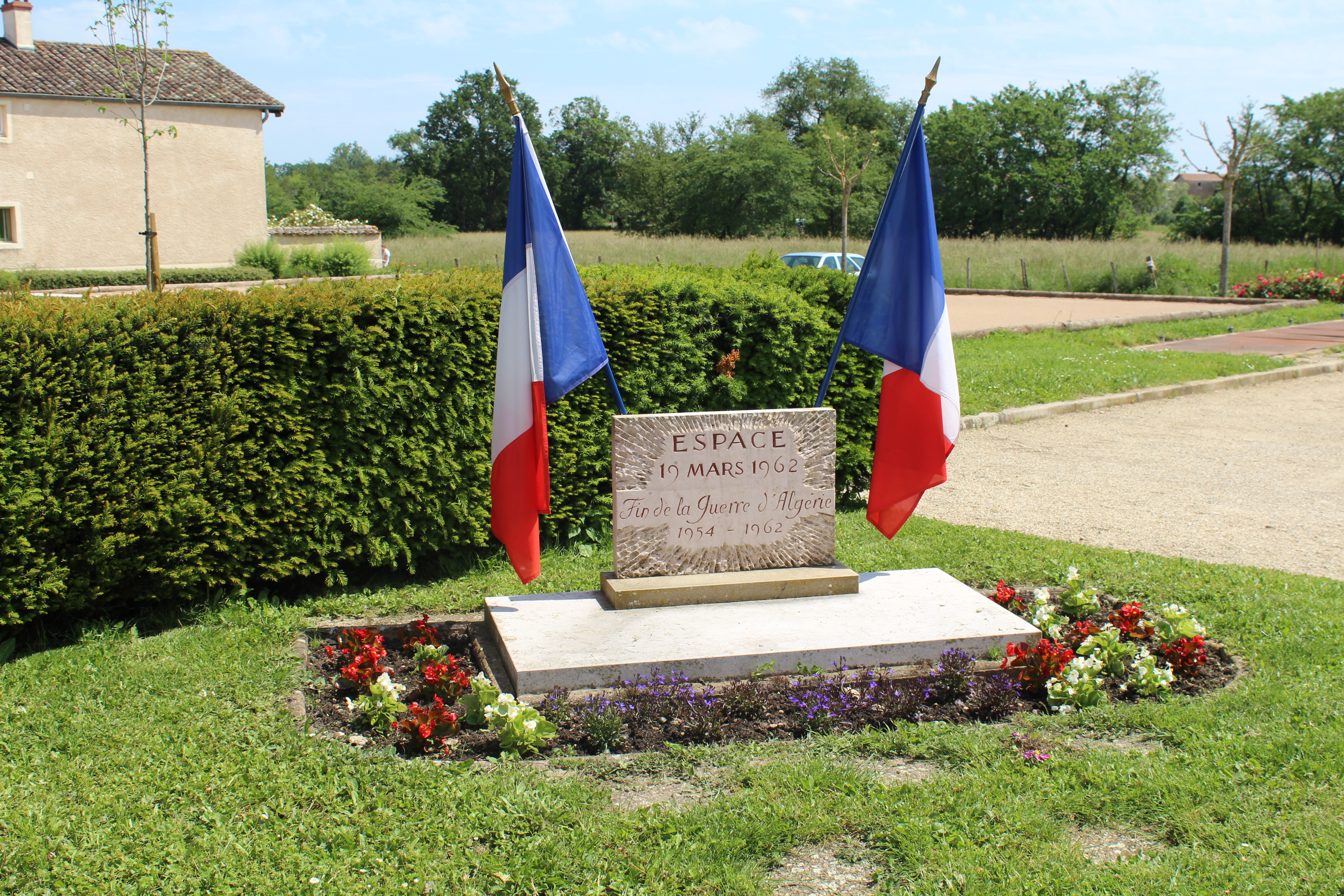
Espace 19 mars 1962.
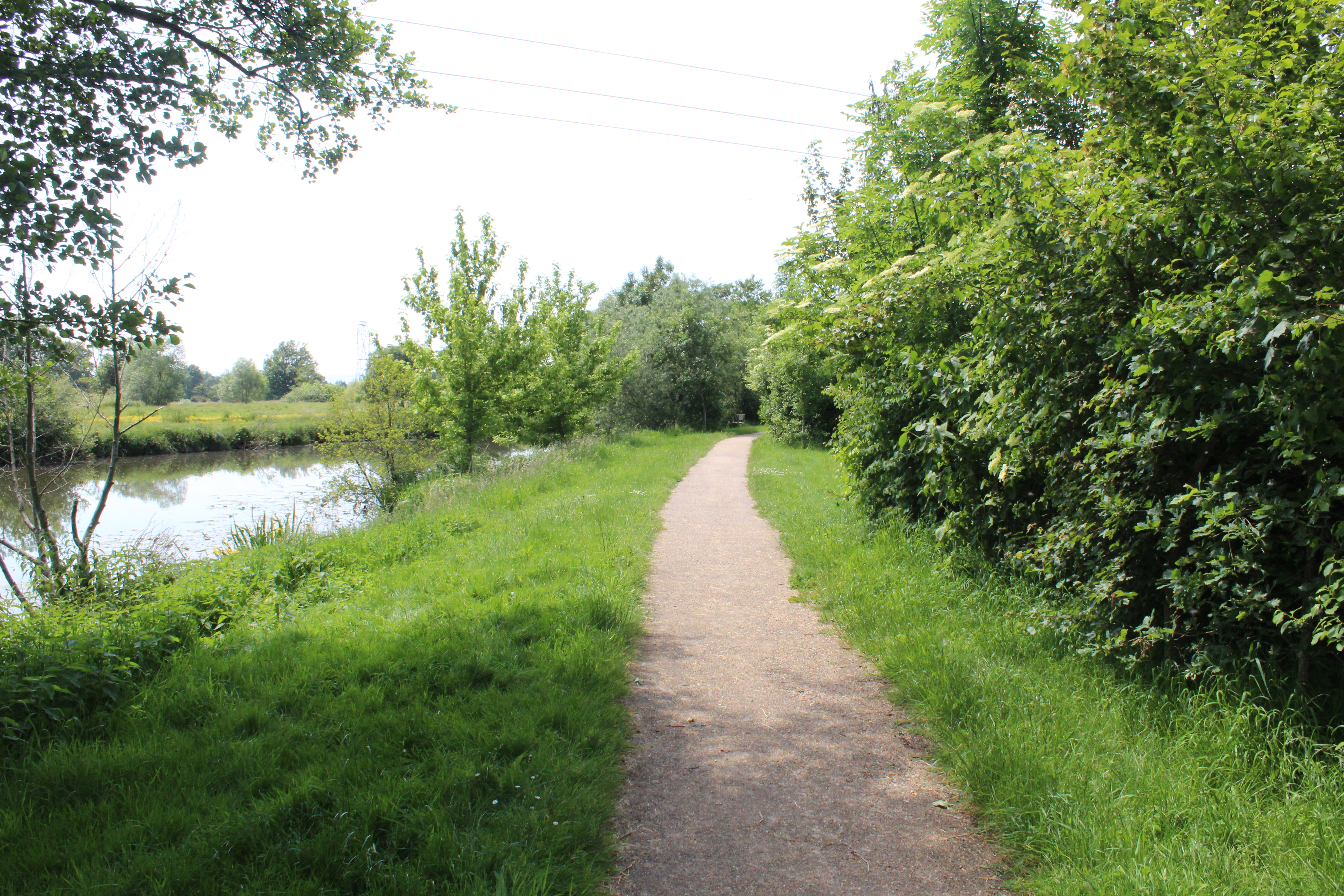
Bords de Veyle.
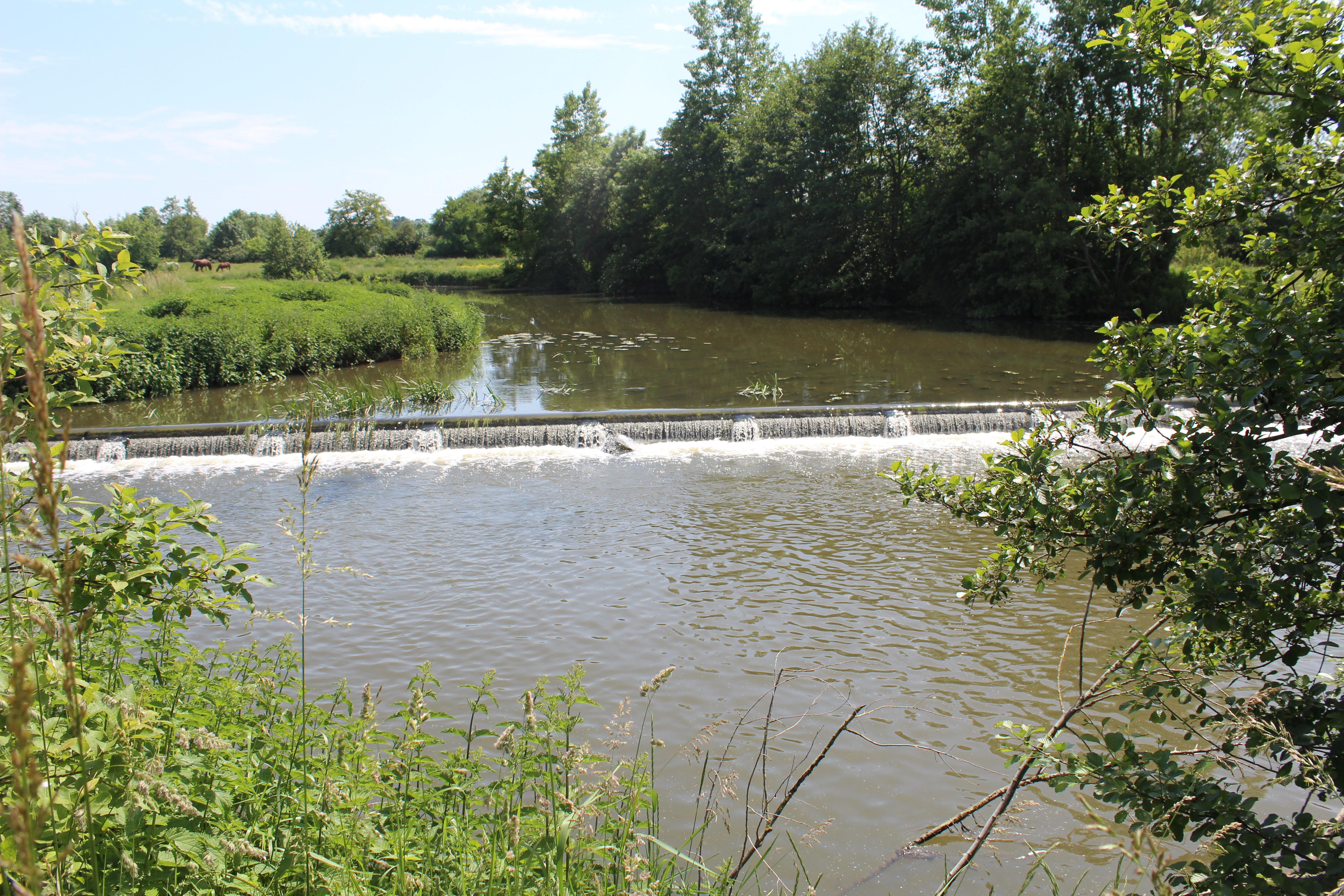
La Veyle.

### Personnalités liées à la commune
- François Leguat (1637-1735), explorateur et écrivain est né à Saint-Jean-sur-Veyle. Il a écrit Voyages et aventures.